# Georges Lumpp
Georges Joseph Lumpp (La Guiche, Saona i Loira, 18 de setembre de 1874 – 1934) va ser un remer francès que va competir cavall del segle xix i el segle xx. El 1900 va prendre part en els Jocs Olímpics de París, on guanyà una medalla de plata en la prova de quatre amb timoner com a membre de l'equip Club Nautique de Lyon.